# Universidade Estadual Paulista
Universidade Estadual Paulista "Júlio de Mesquita Filho" (Unesp) é uma universidade pública brasileira, com atuação no ensino, na pesquisa e na extensão de serviços à comunidade. A instituição é uma das quatro universidades mantidas pelo governo do estado de São Paulo, ao lado da Universidade de São Paulo (USP), Universidade Estadual de Campinas (Unicamp) e da Universidade Virtual do Estado de São Paulo (Univesp). Em 2024, a Unesp foi eleita a quinta melhor universidade da América Latina pela revista Times Higher Education.
A Unesp distingue-se das outras universidades estaduais por ter unidades em 24 municípios do estado — 22 campi no interior, um câmpus na cidade de São Paulo e um câmpus em São Vicente, o primeiro de uma universidade pública no litoral paulista. Este modelo de universidade multicampi é inspirado na estrutura da Universidade da Califórnia, nos Estados Unidos, que é composta por 23 campi, criados entre os anos de 1857 e 2002.
Criada em 1976 a partir de institutos isolados de ensino superior que existiam em várias regiões do estado, a Unesp possui cerca de 40 mil estudantes e 3 mil professores espalhados por 32 faculdades e institutos, que oferecem 168 cursos de graduação e 114 cursos de pós-graduação, em 64 profissões de nível superior.
A instituição é considerada uma das melhores universidades do Brasil, da América Latina, dos BRICS, dos países emergentes e uma das 100 melhores universidades jovens do mundo por diferentes classificações internacionais. Além disso, a UNESCO apontou a Unesp como a segunda universidade brasileira em números de artigos científicos de nível internacional, sendo responsável por 8% da produção científica nacional, ao lado da Unicamp e atrás apenas da USP.

## História

### Fundação

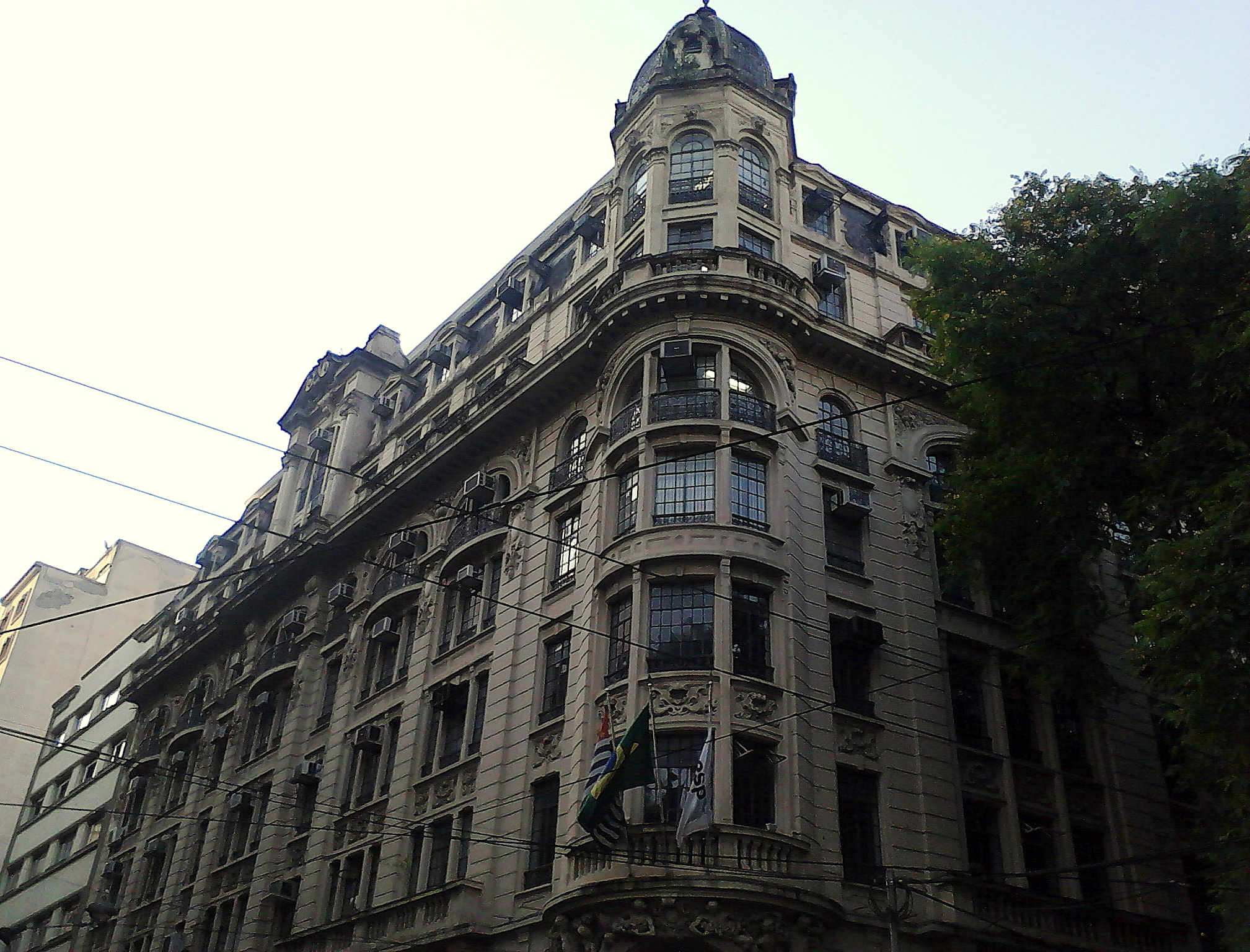
Centro de Documentação e Memória da Unesp no centro de São Paulo.

A universidade foi criada em 1976, como resultado da incorporação dos vários "Institutos Isolados de Ensino Superior do Estado de São Paulo", que eram unidades universitárias situadas em diferentes pontos do interior. Esses institutos, abrangendo várias áreas do conhecimento, haviam sido criados, em sua maioria, em meados dos anos 1950 e início dos anos 1960. Desse conjunto fizeram parte a Faculdade de Filosofia, Ciências e Letras de Assis, a de Araraquara, de Franca, de Marília, de Rio Claro e de São José do Rio Preto.
Desde o início de 1975, devido a problemas de administração, começou-se a discutir novas maneiras de organização dos Institutos Isolados do Estado de São Paulo. Várias sugestões foram expostas, visando a independência dos Institutos Isolados da Secretaria da Educação do Estado de São Paulo e uma nova organização. As propostas concordavam em uma integração dos Institutos Isolados numa federação ou numa universidade, sendo que esta última foi a que contou com maior apoio.
Em 1976, por determinação do então governador Paulo Egydio Martins, essas escolas assumiram uma direção própria, na forma de universidade, uma autarquia submetida ao governo do Estado de São Paulo. De conformidade com a Lei n° 952 de 30 de janeiro de 1976, foi criada a Universidade Estadual Paulista que recebeu do governador o nome de "Júlio de Mesquita Filho", da qual passavam a fazer parte os Institutos Isolados.
O nome "Universidade Estadual Paulista" foi sugerido pelo primeiro reitor da Unesp, professor Luiz Ferreira Martins, e, o nome "Júlio de Mesquita Filho" foi sugestão do Prof. Dr. Moacyr Expedito Marret Vaz Guimarães, então Presidente do Conselho Estadual de Educação (CEE).

### Expansão

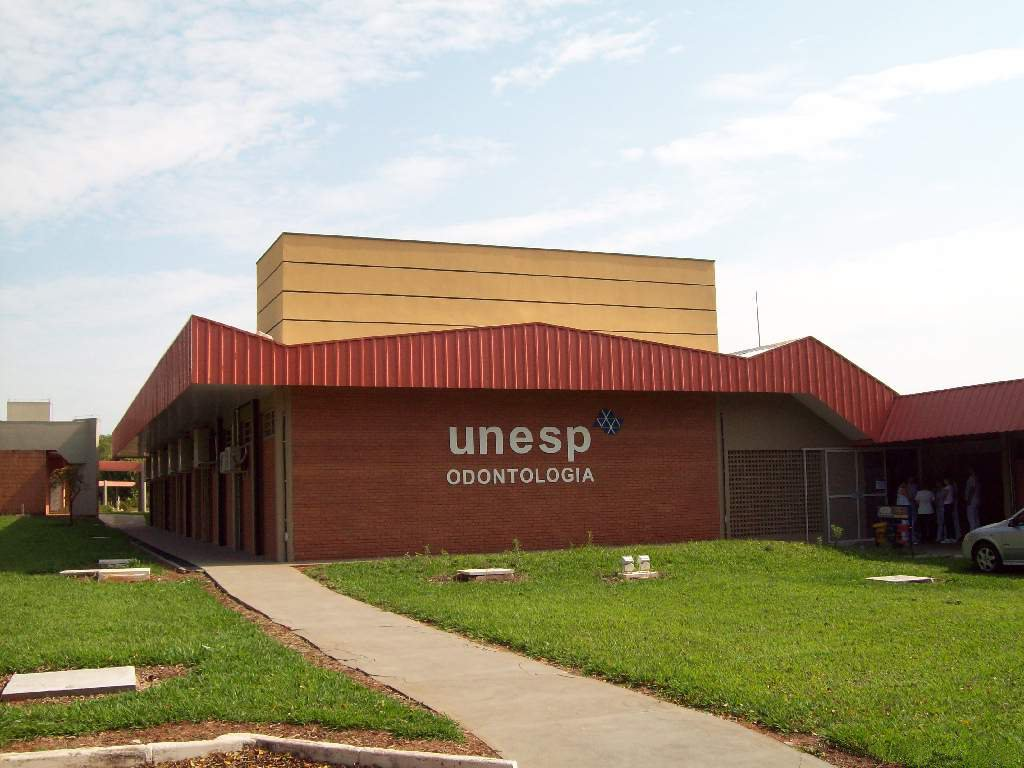
Universidade Estadual Paulista de Araçatuba.

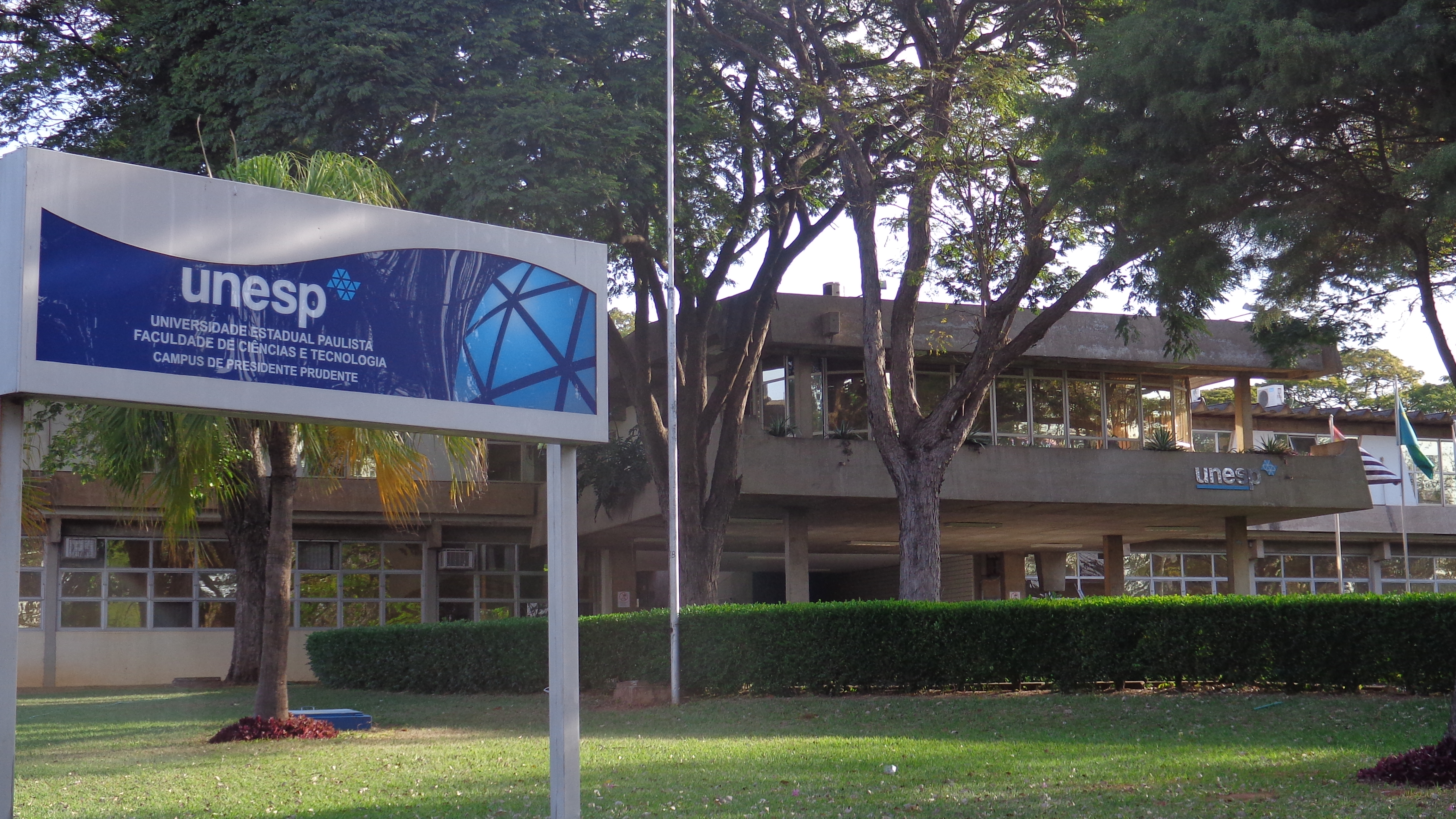
Câmpus da Unesp Presidente Prudente.

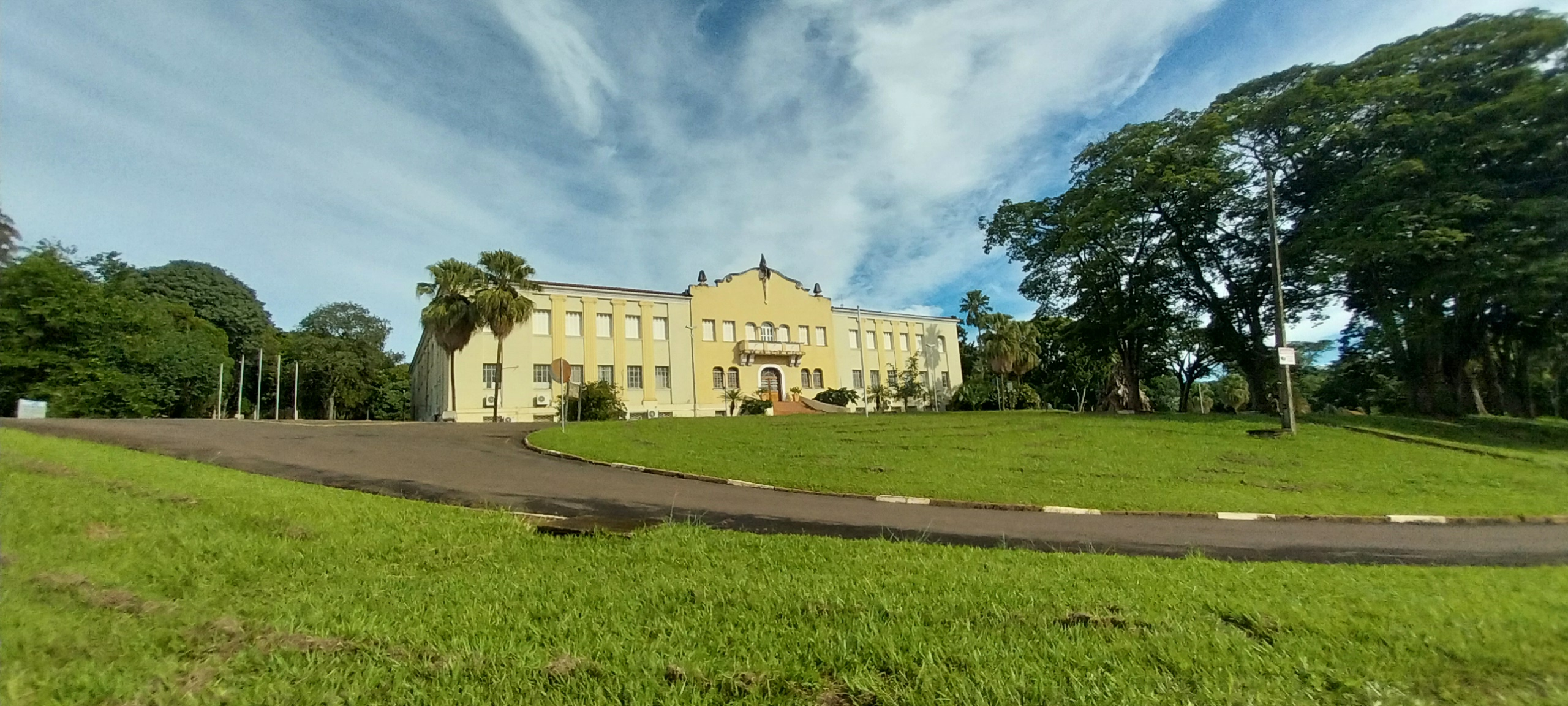
Câmpus da Unesp Jaboticabal, localizado na RMRP.

Durante as décadas de 1980 e 1990 a Unesp procurava a formação de uma identidade que pudesse superar a marca da excessiva fragmentação da instituição pelo território paulista, o que a levou a buscar uma maior aproximação com o interior de São Paulo, ao incorporar outras instituições, como no caso da Universidade de Bauru, em 1987, e do Instituto Municipal de Ensino Superior de Presidente Prudente (IMESPP), em 1989, além criação de novos cursos de graduação, como foi o caso da incorporação do Instituto de Física Teórica (IFT) em 1987.
A Unesp incentivou o desenvolvimento de um plano de criação de unidades auxiliares, complementares e de centro interunidades, com o objetivo de dinamizar a pesquisa e alcançar uma integração maior entre os vários núcleos de pesquisa da universidade. Além disso, a instituição buscou também desenvolver museus com atividades coletivas e criar um projeto de integração e desenvolvimento das bibliotecas de seus campi.
O estatuto de 1989 da universidade iniciou a criação das pró-reitorias que, dessa maneira, distribuiu as várias responsabilidades de administração da reitoria, com o objetivo de aumentar a eficiência da administração da Unesp. Posteriormente, outras ações contribuíram para a ampliação da influência da universidade, como a criação da Fundunesp, em 1987, da Editora Unesp, em 1987, além do selo Cultura Acadêmica, onde disponibiliza mais de 120 livros acadêmicos para download gratuitos, e a criação do Jornal da Unesp e do desenvolvimento de um plano de informatização.
Durante os anos 1990, a universidade aumentou sua atuação, principalmente através do aumento da oferta de vagas. Desde 2003, atendendo a vários pedidos e indo de acordo com a política do governo estadual para a promoção do ensino superior público, a Unesp começou a se expandir para novas regiões do estado através da criação das chamadas "Unidades Diferenciadas", os atualmente chamados "Campi Experimentais".
A primeira vez que a Unesp expulsou alunos da instituição foi em 2005, ocorrendo novos casos em 2015 em Araraquara, onde 17 estudantes sofreram a punição. E anteriormente em 2014, no câmpus de Botucatu, um aluno do curso de medicina foi expulso devido a trote violento.

## Estrutura

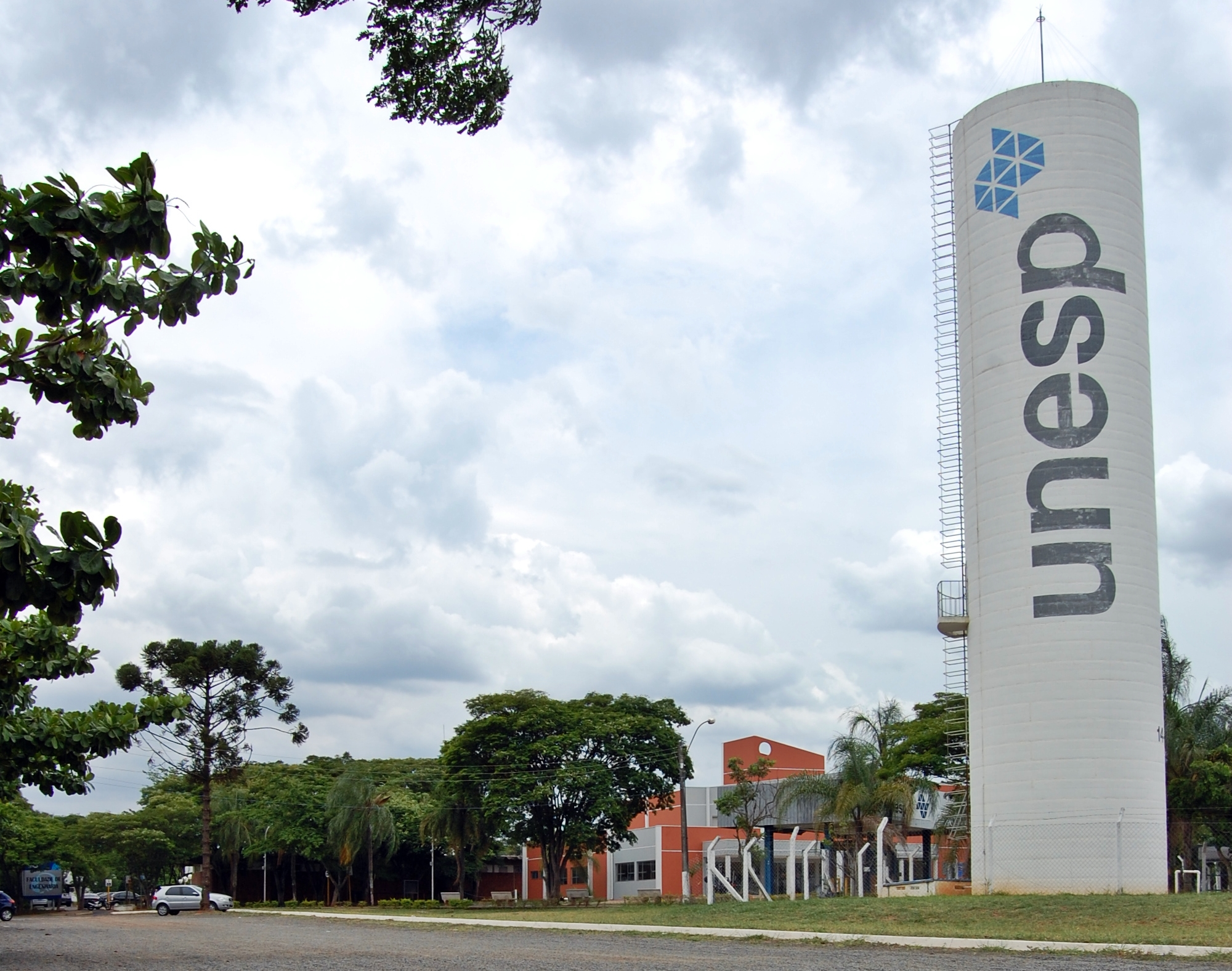
Câmpus de Bauru, o maior da Unesp.

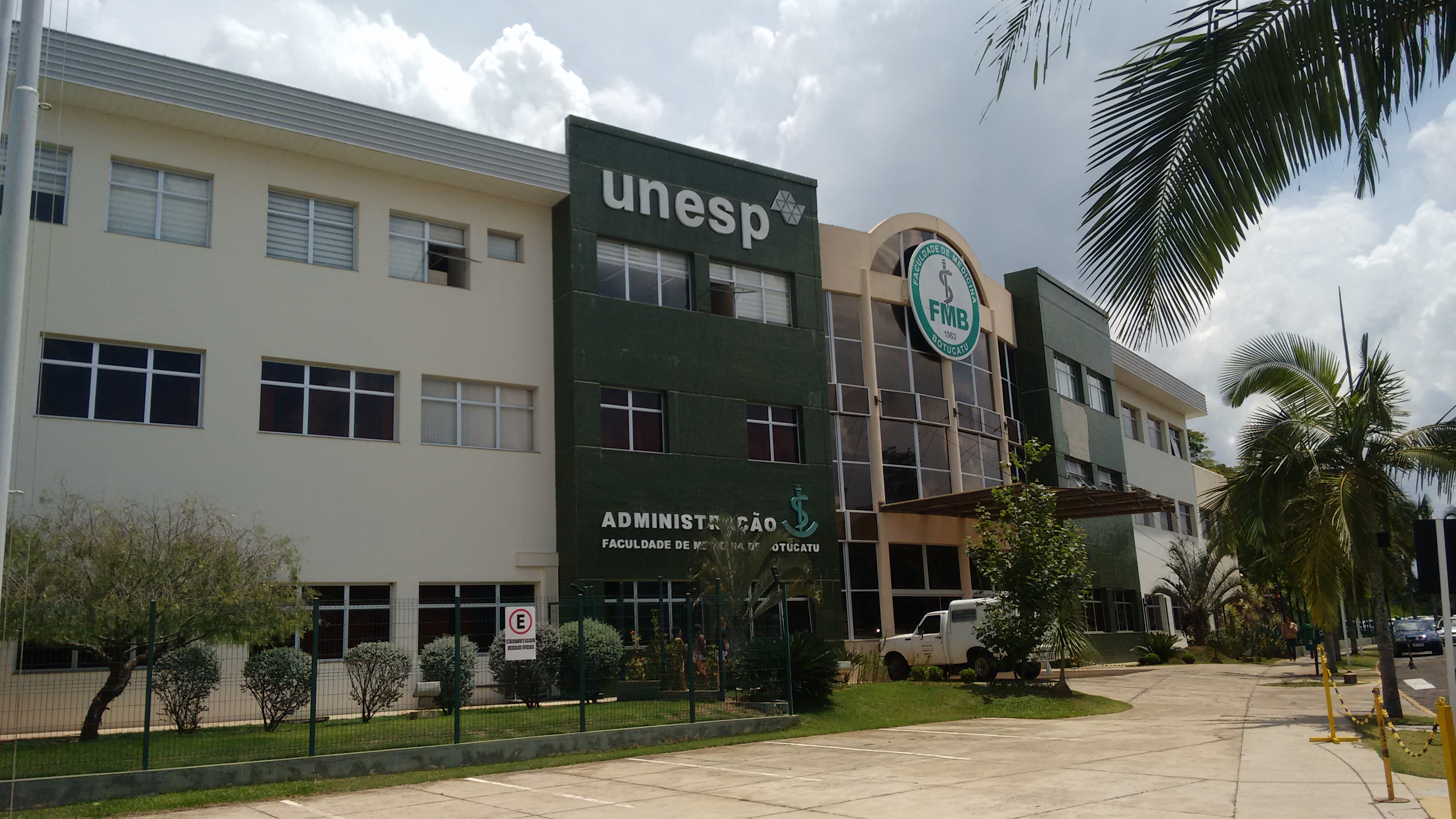
Câmpus da Unesp em Botucatu.

Com um orçamento de R$ 2.497.059.952,00 em 2017, a Unesp conta com 33 unidades de ensino, pesquisa e extensão em 23 campi espalhados por cidades do interior e litoral, além da cidade de São Paulo.
A Unesp tem uma estrutura composta por 1.900 laboratórios e 30 bibliotecas em todas as suas unidades, que juntas acumulam cerca 2,6 milhões de livros. Além de museus, hortos, biotérios, jardins botânicos e cinco fazendas experimentais, que somadas totalizam uma área de 62,8 milhões de m², sendo 745,4 mil m² de área construída. A universidade ainda é proprietária do Hospital de Clínicas de Botucatu e administra o Hospital Estadual de Bauru, que juntos têm 780 leitos, além de hospitais veterinários e clínicas de odontologia, psicologia, fonoaudiologia e fisioterapia.

### Produção acadêmica
A instituição emprega cerca de 3,5 mil professores, além de outros 10,6 mil outros funcionários. A universidade fornece 171 opções de cursos de graduação, em 62 profissões de nível superior, que possuem um total de 35 mil alunos, sendo que 5,6 mil novos profissionais são formados anualmente pela Unesp. Cerca de 10 mil alunos estudam em 118 programas de pós-graduação, com 117 mestrados acadêmicos, 6 mestrados profissionais e 93 doutorados acadêmicos. Outros 1,8 mil estudantes estão em cursos lato sensu.
Em 2010, a Organização das Nações Unidas para a Educação, a Ciência e a Cultura (UNESCO), uma agência da Organização das Nações Unidas (ONU), apontou a Unesp como a segunda universidade do Brasil em números de artigos científicos de nível internacional, sendo responsável por 8% da produção científica nacional, ao lado da Unicamp e atrás apenas da USP.

### Ingresso

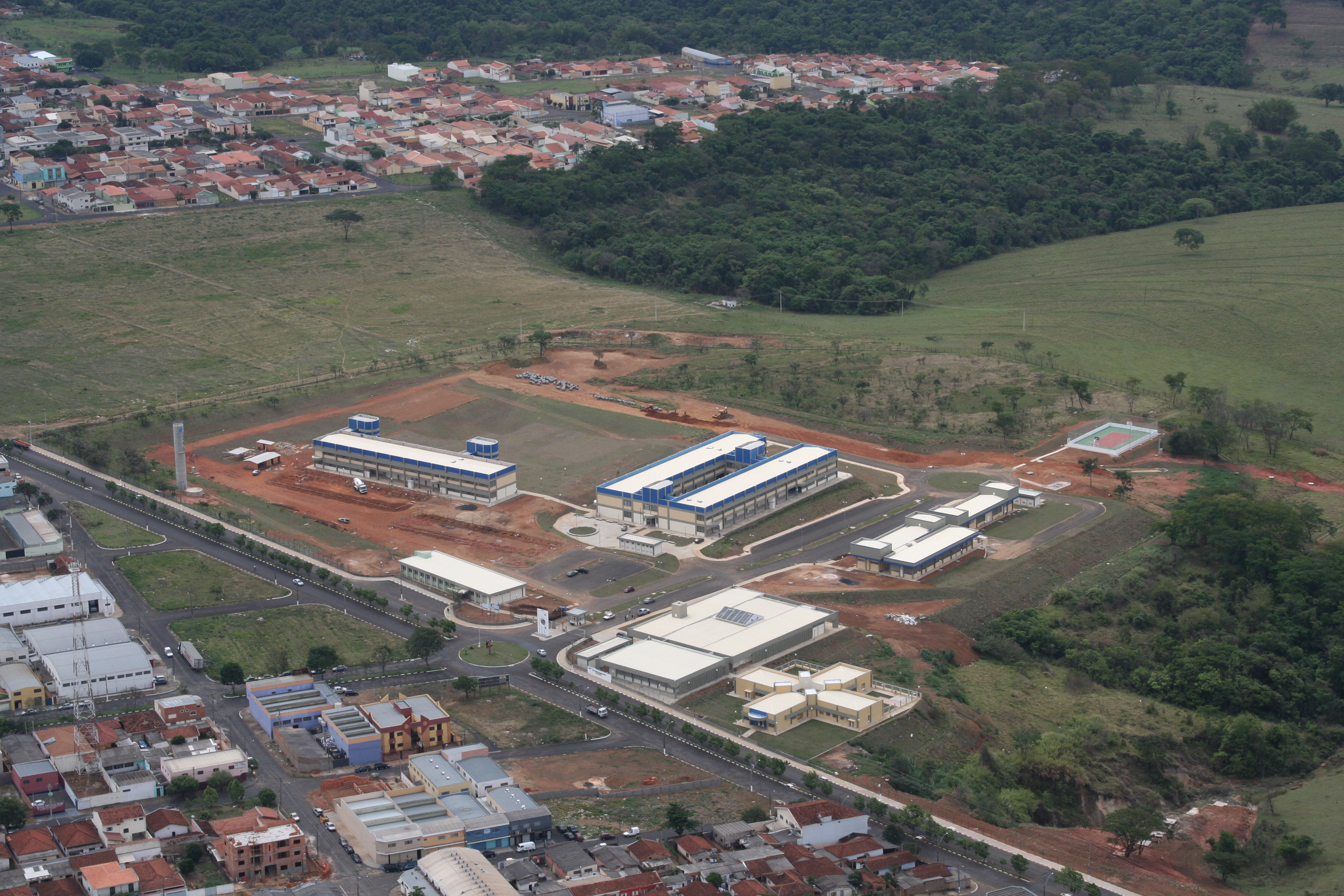
Universidade Estadual Paulista em Franca.

O ingresso à Unesp é feito através de um exame de vestibular, que compreende todo o conteúdo ensinado no ensino médio brasileiro. Para os cursos de graduação de educação física, arquitetura, artes e design, um exame específico também é necessário.
Preparado pela Fundação para o Vestibular da Universidade Estadual Paulista (Vunesp), uma fundação especializada na organização e elaboração de exames, o vestibular da Unesp é realizado em duas fases, em três dias. A primeira fase consiste de 90 questões alternativas nas seguintes disciplinas: matemática, química, biologia, geografia, história, filosofia, sociologia, física e inglês. Para os aprovados, a segunda fase de exames é composta de questões multidisciplinares dissertativas (Ciências Humanas, Ciências da Natureza e Matemática no primeiro dia; e no segundo dia, Linguagens e Códigos) e uma redação no segundo dia.
O estudante só pode se candidatar por um único curso, em um único câmpus, em todo o sistema da Unesp. Por exemplo, um estudante não pode concorrer simultaneamente ao curso de história em Franca e o de geografia em Presidente Prudente.
No vestibular de inverno, realizado em julho, são oferecidas apenas 630 vagas, distribuídas em 15 opções de curso. Enquanto no vestibular de verão, feito em dezembro, são oferecidas cerca de 6.374 vagas em 153 opções de curso. No vestibular de verão de 2012, inscreveram-se cerca de 91 mil candidatos, sendo que 38.765 passaram para a segunda fase do processo seletivo.

### Programas de intercâmbio

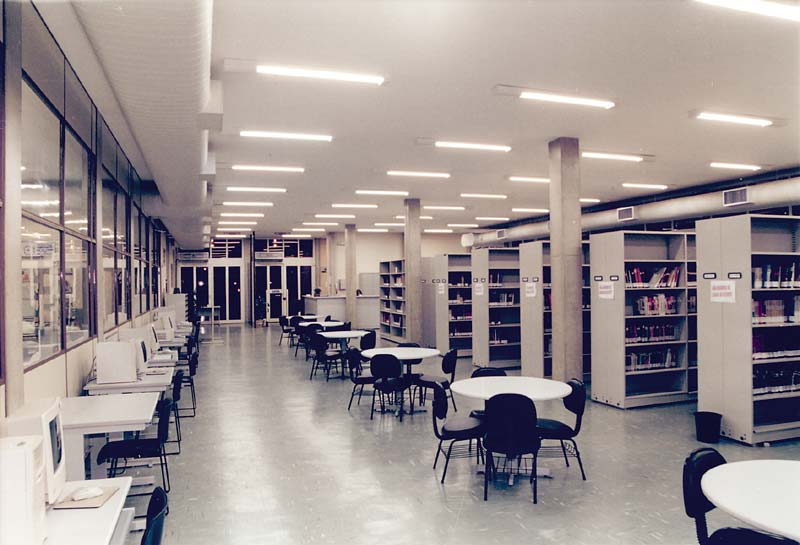
Biblioteca Honório Monteiro da Unesp de Araçatuba.

A Unesp possui 140 acordos internacionais de intercâmbio e cooperação com instituições de ensino superior em 28 países. Os principais países de intercâmbio da Unesp são Argentina, Canadá, China, França, Alemanha, Portugal, Espanha, Rússia, Estados Unidos e Escócia.
Para apoiar ainda mais os estudantes internacionais, a universidade lançou um programa chamado "Cursos Internacionais" em 2013. O programa compreendia quatro áreas diferentes inicialmente: ciências agrícolas, energia alternativa, odontologia e literatura e linguística.

### Reputação internacional

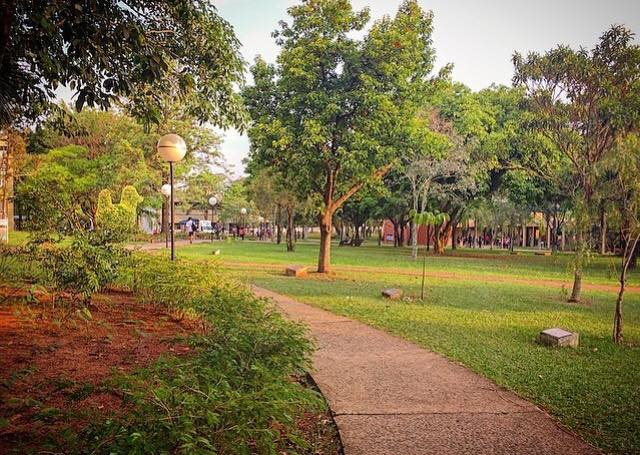
Câmpus da Unesp de Marília.

Em 2012 a instituição foi a segunda colocada entre as universidades públicas na 8ª edição do Prêmio Melhores Universidades, presenteado anualmente pela publicação Guia do Estudante, da Editora Abril. A Classificação Acadêmica das Universidades Mundiais (ARWU - sigla em inglês) de 2017 classificou a Unesp entre as posições 301ª–400ª no mundo e como a terceira melhor instituição de ensino superior do Brasil.
O QS World University Rankings classificou a universidade paulista como a nona melhor da América Latina (2014), a 36ª melhor dos BRICS, a quarta melhor do Brasil e entre as posições 491ª–500ª no mundo (2017).
A instituição também foi classificada como a oitava melhor universidade da América Latina, a quarta do Brasil e a 408ª no mundo em exposição na internet pelo Webometrics Ranking of World Universities em 2017.
Em 2013, a publicação britânica Times Higher Education (THE) apontou a Unesp, ao lado da Unicamp, como uma das 100 melhores universidades "jovens" (com menos de 50 anos de existência) do mundo e como a 82ª melhor instituição universitária dos países emergentes.

## Administração

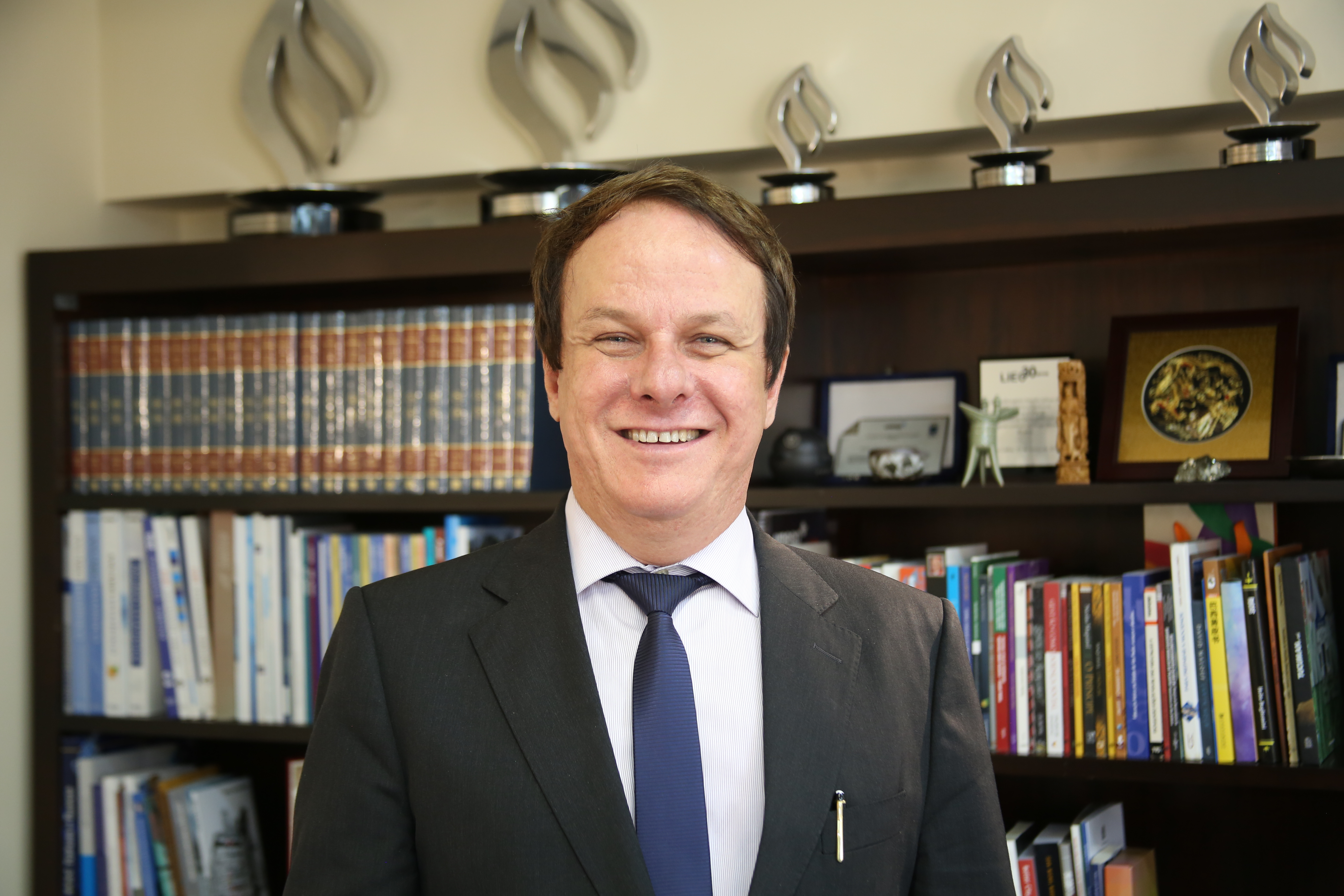
Sandro Valentini, reitor da Unesp de 2017 a 2021.

A Unesp é regida por um reitor, nomeado pelo governador do estado de São Paulo, que escolhe um nome em uma lista de três candidatos (lista tríplice). As listas são organizadas a partir de um processo de consulta a comunidade acadêmica, no qual a lista tríplice enviada ao governador segue a ordem dos mais votados na consulta. Na Unesp, é de praxe que o governador escolha o primeiro colocado da lista tríplice.
O reitor preside o Conselho Universitário (CO), órgão colegiado composto pelos diretores das 34 unidades universitárias, além de representantes docentes, representantes dos funcionários técnico-administrativos, representantes discentes da graduação e da pós-graduação, representantes de associações patronais e também da Fundação de Amparo à Pesquisa do Estado de São Paulo (FAPESP). O Conselho Universitário é o órgão máximo de deliberação da universidade, estando acima do Reitor na hierarquia universitária.
Cada uma das unidades da Unesp é administrada por um docente eleito por sua comunidade, intitulado de diretor. Assim como o reitor preside o CO, nas unidades os diretores presidem as Congregações, órgão máximo de deliberação da unidade universitária.

### Reitores
| Nome                             | Período   | Unidade de origem                                                           |
| Luiz Ferreira Martins            | 1976–1980 | Não fazia parte de nenhum instituto ou faculdade                            |
| Armando Octávio Ramos            | 1980–1984 | Faculdade de Medicina de Botucatu                                           |
| Jorge Nagle                      | 1984–1989 | Faculdade de Ciências e Letras de Araraquara                                |
| Paulo Milton Barbosa Landim      | 1989–1993 | Instituto de Geociências e Ciências Exatas de Rio Claro                     |
| Arthur Roquete de Macedo         | 1993–1997 | Faculdade de Medicina de Botucatu                                           |
| Antonio Manoel dos Santos Silva  | 1997–2001 | Instituto de Biociências, Letras e Ciências Exatas de São José do Rio Preto |
| José Carlos Souza Trindade       | 2001–2005 | Faculdade de Medicina de Botucatu                                           |
| Marcos Macari                    | 2005–2009 | Faculdade de Ciências Agrárias e Veterinárias de Jaboticabal                |
| Herman Jacobus Cornelis Voorwald | 2009–2011 | Faculdade de Engenharia de Guaratinguetá                                    |
| Julio Cezar Durigan              | 2013–2017 | Faculdade de Ciências Agrárias e Veterinárias de Jaboticabal                |
| Sandro Roberto Valentini         | 2017–2021 | Faculdade de Ciências Farmacêuticas de Araraquara                           |
| Pasqual Barretti                 | 2021–2025 | Faculdade de Medicina de Botucatu                                           |
| Maysa Furlan                     | 2025–2029 | Instituto de Química de Araraquara                                          |

### Vice-reitores
| Nome                             | Período   | Unidade de origem                                                           |
| Armando Octávio Ramos            | 1976–1980 | Faculdade de Medicina de Botucatu                                           |
| Raphael Lia Rolfsen              | 1980–1984 | Faculdade de Odontologia de Araraquara                                      |
| Paulo Milton Barbosa Landim      | 1985–1989 | Instituto de Geociências e Ciências Exatas de Rio Claro                     |
| Arthur Roquete de Macedo         | 1989–1993 | Faculdade de Medicina de Botucatu                                           |
| Antonio Manoel dos Santos Silva  | 1993–1997 | Instituto de Biociências, Letras e Ciências Exatas de São José do Rio Preto |
| Luis Roberto de Toledo Ramalho   | 1997–2001 | Faculdade de Odontologia de Araraquara                                      |
| Paulo César Razuk                | 2001–2005 | Faculdade de Engenharia de Bauru                                            |
| Herman Jacobus Cornelis Voorwald | 2005–2009 | Faculdade de Engenharia de Guaratinguetá                                    |
| Julio Cezar Durigan              | 2009–2013 | Faculdade de Ciências Agrárias e Veterinárias de Jaboticabal                |
| Marilza Vieira Cunha Rudge       | 2013–2016 | Faculdade de Medicina de Botucatu                                           |
| Eduardo Kokobun                  | 2016–2017 | Instituto de Biociências de Rio Claro                                       |
| Sérgio Roberto Nobre             | 2017–2021 | Instituto de Geociências e Ciências Exatas de Rio Claro                     |
| Maysa Furlan                     | 2021–2025 | Instituto de Química de Araraquara                                          |
| César Martins                    | 2025–2029 | Instituto de Biociências de Botucatu                                        |

## Campi
A Universidade Estadual Paulista compreende 24 campi, 34 unidades de ensino, pesquisa e extensão, 10 unidades complementares, 14 unidades auxiliares, 4 hospitais universitários, 5 fazendas, 1 centro interdepartamental e 12 fundações.

### Lista
- Unesp, Campus de Araçatuba
  - Faculdade de Odontologia (FOA)
  - Faculdade de Medicina Veterinária (FMVA)
- Unesp, Campus de Araraquara
  - Faculdade de Ciências Farmacêuticas (FCF)
  - Faculdade de Ciências e Letras (FCLAr)
  - Faculdade de Odontologia (FOAr)
  - Instituto de Química (IQAr)
- Unesp, Campus de Assis
  - Faculdade de Ciências e Letras (FCLAs)
- Unesp, Campus de Bauru
  - Faculdade de Arquitetura, Artes, Comunicação e Design (FAAC)
  - Faculdade de Ciências (FC)
  - Faculdade de Engenharia de Bauru (FEB)
  - Centro de Rádio e Televisão Cultural e Educativa (CRTVCE)
  - Instituto de Pesquisas Meteorológicas (IPMet)
  - Colégio Técnico Industrial Prof. Isaac Portal Roldán (CTIB)
- Unesp, Campus de Botucatu
  - Faculdade de Ciências Agronômicas (FCA)
  - Faculdade de Medicina (FMB)
  - Faculdade de Medicina Veterinária e Zootecnia (FMVZ)
  - Instituto de Biociências (IBB)
  - Centro de Estudos Venenos e Animais Peçonhentos (CEVAP)
  - Centro de Raízes e Amidos Tropicais (CERAT)
- Unesp, Campus de Dracena
  - Faculdade de Ciências Agrárias e Tecnológicas (FCAT)
- Unesp, Campus de Franca
  - Faculdade de Ciências Humanas e Sociais (FCHS)
- Unesp, Campus de Guaratinguetá
  - Faculdade de Engenharia e Ciências de Guaratinguetá (FEG)
  - Colégio Técnico Industrial de Guaratinguetá (CTIG)
- Unesp, Campus de Ilha Solteira
  - Faculdade de Engenharia de Ilha Solteira (FEIS)
- Unesp, Campus de Itapeva
  - Instituto de Ciências e Engenharia (ICE)
- Unesp, Campus de Jaboticabal
  - Faculdade de Ciências Agrárias e Veterinárias (FCAV)
  - Centro de Aquicultura da Unesp	(Caunesp)
  - Colégio Técnico Agrícola José Bonifácio (CTA)
- Unesp, Campus de Marília
  - Faculdade de Filosofia e Ciências (FFC)
- Unesp, Campus de Ourinhos
  - Faculdade de Ciências, Tecnologia e Educação (FCTE)
- Unesp, Campus de Presidente Prudente
  - Faculdade de Ciências e Tecnologia (FCT)
- Unesp, Campus de Registro
  - Faculdade de Ciências Agrárias do Vale do Ribeira (FCAVR)
- Unesp, Campus de Rio Claro
  - Instituto de Biociências (IB)
  - Instituto de Geociências e Ciências Exatas (IGCE)
  - Centro de Estudos Ambientais (CEA)
  - Centro de Análises e Planejamento Ambiental (CEAPLA)
  - Centro de Estudos de Insetos Sociais (CEIS)
- Unesp, Campus de Rosana
  - Faculdade de Engenharia e Ciências (FEC)
- Unesp, São João da Boa Vista
  - Faculdade de Engenharia (FESJBV)
- Unesp, Campus de São José do Rio Preto
  - Instituto de Biociências, Letras e Ciências Exatas (IBILCE)
- Unesp, Campus de São José dos Campos
  - Instituto de Ciência e Tecnologia (ICT)
- Unesp, Campus de São Paulo
  - Instituto de Artes (IA)
  - Instituto de Física Teórica (IFT)
- Unesp, Campus do Litoral Paulista (São Vicente)
  - Instituto de Biociências (IBCLP)
- Unesp, Campus de Sorocaba
  - Instituto de Ciência e Tecnologia (ICTS)
- Unesp, Campus de Tupã
  - Faculdade de Ciências e Engenharia (FCE)